# Maryse Narcisse
Pour les articles homonymes, voir Narcisse.
Maryse Narcisse, née en 1958 à Pétion-Ville, est une femme politique haïtienne. Elle est candidate à l'élection présidentielle haïtienne de 2015, représentant le parti Fanmi Lavalas ; elle obtient 7,05 % des voix. Elle se représente lors de l'élection présidentielle qui se tient l'année suivante et recueille cette fois-ci 9,01 % des voix.

## Biographie
Maryse Narcisse naît en 1958 à Pétion-Ville. Elle est la fille de Denise Péan Narcisse, une institutrice, et Marc Narcisse, un juge. Elle détient une maîtrise en santé publique de l'université Tulane aux États-Unis. Elle est mariée deux fois. De la première union à l'âge de 23 ans, elle a eu son enfant unique.